# 2005年美国大奖赛
2005年美國大奖赛（英語：2005 United States Grand Prix），官方名稱為2005年一級方程式美國大獎賽（英語：2005 Formula 1 United States Grand Prix），是2005年6月19日舉辦於美國的一場一級方程式賽事，為2005年世界一級方程式錦標賽的第九場大獎賽。比賽在印第安納波利斯賽道進行，總計73圈。
此次比赛為賽車運動史上最臭名昭彰的賽事之一。在20辆赛车中，只有使用普利司通輪胎的六辆賽車（法拉利、米納爾迪和乔丹）参加了该场比赛。其余使用米其林轮胎的车队都在跑完暖胎圈后主动退赛。
於賽前發生數起輪胎故障，包括週五練習賽時拉夫·舒马赫出現爆胎並撞上护墙，以及同車隊的第三車手里卡多·宗塔也遭遇类似意外，因此米其林建議車手經過13號彎時主動減速，否則輪胎在10圈後就不保安全。自2001年起米其林便為车队提供比赛轮胎，一直安然无恙。可是2005年赛季的规则有所变化（禁止比賽時換胎），再加上2004年Brickyard 400的椭圆赛道在赛后有重新铺设，導致情況開始急轉直下。
為此米其林提議在13號彎處搭建減速彎，但主管組織國際汽車聯盟（國際汽聯）則拒絕了並認為該改動對普利斯通車隊們極大不公平，而且临时間改变赛道會有安全隱患。米其林車隊們與國際汽聯最終無法達成共識，決定退出本次比賽。据后来说明，根據印第安纳州法，如果米其林的车队参赛，他們或會面臨刑事訴訟。而普利司通有子品牌泛世通供應印第賽車系列賽，因此得以獲得印第安拿波里賽車場輪胎使用的實際數據，能為車隊設計安全的輪胎。
最終在參賽的六辆赛车中，由法拉利的米高·舒麥加奪得了冠军，他的队友鲁本斯·巴里切罗获得第二。此次讓舒马赫在車手積分榜上升至第三位，在他排名之上的车手都沒有参加比赛。同时，自500英里大奖赛建赛以来，在印第安纳波利斯赛道举办的大型方程式賽車比赛中，本場賽果為有史完赛数量最低的一次（低於1966年的記錄，当时第一圈发生了重大的事故，导致三分之一的車手被淘汰）。此次一级方程式赛车受到巨大的负面宣传，尤其是在美国，在过去的這些年里一直是一级方程式赛车难以立足的地方。

## 賽事簡報

### 週五車手
2004車隊積分排名榜最后6支的車隊可在週五自由練習賽派出第三輛賽車。下列車手有參與週五自由練習賽，但没有参加排位赛或正赛，除了代替拉夫·舒馬克在事故后参赛的里卡多·宗塔。
| 车队              | 車號 | 车手              |
| ----------------- | ---- | ----------------- |
| 迈凯伦-梅赛德斯   | 35   | 佩德罗·德·拉·罗萨 |
| 索伯-马石油       |      | -                 |
| 紅牛-科斯沃斯     | 37   | 斯科特·斯皮德     |
| 丰田              | 38   | 里卡多·宗塔       |
| 乔丹-丰田         | 39   | 羅伯特·當布斯     |
| 米納爾迪-科斯沃斯 |      | -                 |

## 排位賽
美國大獎賽的排位賽於6月18日舉行。在排位賽的時候，每位車手依照上一場比賽名次的相反次序出場做出單圈時間，未能完成赛事的車手則根據退出时跑了多少圈计算，完成的圈数越多发车次序越晚。特鲁利以最快的圈速1:10.625获得了杆位，是他個人以及丰田车队在一級方程式賽事中的首個杆位。第二位由基米·莱科宁拿下，接著是简森·巴顿、詹卡洛·费斯切拉和迈克尔·舒马赫。而费尔南多·阿隆索在第六位，其餘前十位位置還有鲁本斯·巴里切罗、佐藤琢磨、马克·韦伯和菲利佩·马萨。

### 排位賽成績

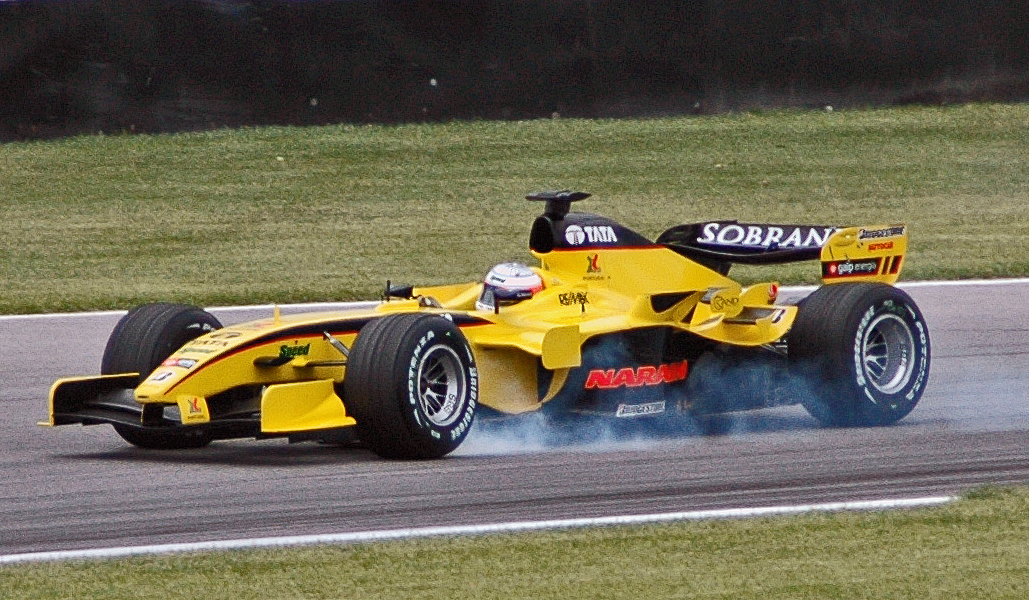
喬丹車手纳拉因·卡蒂凯扬在排位賽時鎖住了輪胎

| 名次   | 车号 | 车手                | 车队              | 單圈成績 | 發車位 |
| ------ | ---- | ------------------- | ----------------- | -------- | ------ |
| 1      | 16   | 雅诺·特鲁利         | 丰田              | 1:10.625 | 1      |
| 2      | 9    | 基米·莱科宁         | 迈凯伦-梅赛德斯   | 1:10.694 | 2      |
| 3      | 3    | 简森·巴顿           | 英美-本田         | 1:11.277 | 3      |
| 4      | 6    | 詹卡洛·费斯切拉     | 雷诺              | 1:11.290 | 4      |
| 5      | 1    | 迈克尔·舒马赫       | 法拉利            | 1:11.369 | 5      |
| 6      | 5    | 费尔南多·阿隆索     | 雷诺              | 1:11.380 | 6      |
| 7      | 2    | 鲁本斯·巴里切罗     | 法拉利            | 1:11.431 | 7      |
| 8      | 4    | 佐藤琢磨            | 英美-本田         | 1:11.497 | 8      |
| 9      | 7    | 马克·韦伯           | 威廉姆斯-宝马     | 1:11.527 | 9      |
| 10     | 12   | 菲利佩·马萨         | 索伯-马石油       | 1:11.555 | 10     |
| 11     | 10   | 胡安·帕布罗·蒙托亚  | 迈凯伦-梅赛德斯   | 1:11.681 | 11     |
| 12     | 11   | 雅克·维伦纽夫       | 索伯-马石油       | 1:11.691 | 12     |
| 13     | 17   | 里卡多·宗塔         | 丰田              | 1:11.754 | 13     |
| 14     | 15   | 克里斯蒂安·克莱因   | 紅牛-科斯沃斯     | 1:12.132 | 14     |
| 15     | 8    | 尼克·海菲尔德       | 威廉姆斯-宝马     | 1:12.430 | 15     |
| 16     | 14   | 大卫·库塔           | 紅牛-科斯沃斯     | 1:12.682 | 16     |
| 17     | 18   | 蒂亚戈·蒙泰罗       | 喬丹-丰田         | 1:13.462 | 17     |
| 18     | 21   | 克里斯蒂安·阿尔伯斯 | 米納爾迪-科斯沃斯 | 1:13.632 | 18     |
| 19     | 19   | 纳拉因·卡蒂凯扬     | 喬丹-丰田         | 1:13.776 | 19     |
| 20     | 20   | 帕特里克·弗里萨赫   | 米納爾迪-科斯沃斯 | 1:14.494 | 20     |
| 來源： |      |                     |                   |          |        |

## 賽前爭議

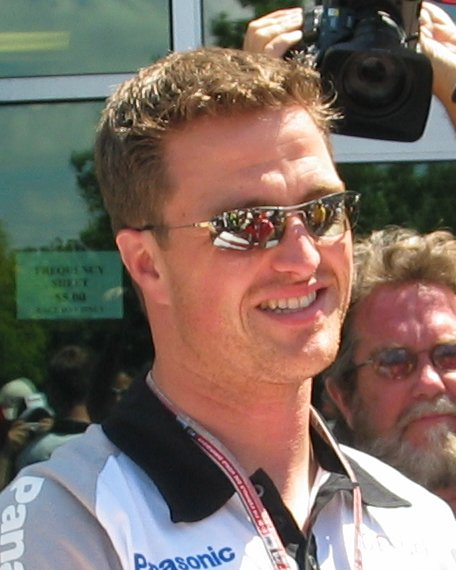
拉夫·舒马赫於练习赛前的签名会上。

### 事件的開端
在2005年6月17日的下午练习赛時，丰田车队的拉夫·舒马赫因左后轮胎爆裂在印第安納波利斯賽車場的第13弯发生了严重事故，导致无法继续參赛。测试车手里卡多·宗塔接替了剩餘的賽程，但在练习赛中也是遭遇同樣问题。前一年度尚为威廉姆斯车队效力時，舒马赫曾在同一彎发生同類事故，导致背部脊椎骨折。
該賽場的第13彎為超高速傾斜彎，使得輪胎承受比平常更大壓力，也是當時一級方程式賽事中獨一無二的彎角。另外，在上一次大奖赛后，赛道進行了路面重整，使用的是更具磨损性的刨磨工法，因此轮胎承受比以前更大的壓力。6月18日，米其林报告說不理解為何輪胎不適合當地的賽道，並提出從法國總部空運與西班牙大獎賽同規格的輪胎，然而這些輪胎並沒能解決問題。

### 尋求解決方案
米其林代表皮埃尔·杜帕斯奎尔和尼克·肖罗克於6月18日曾發信給國際汽聯的賽事總監查理·怀汀，透露不清楚丰田车队輪胎故障原因，並且除非車輛在第13號彎時減速，否則他們不能擔保輪胎在比賽時的安全問題。怀汀在週日6月19日回覆，表示对米其林没有带来合适的轮胎感到非常惊讶，同時車隊應告訴車手們米其林对第13号弯的最大安全速度建议是多少。另外他也提及到车队提出的几种解决方案，堅持反對使用连夜空運過來的輪胎，稱「比赛干事会认为那是违反规则的」，以及安置一个减速弯是「不可能的」因为如果改变赛道布局，比赛将不受国际汽联的认可（成为非锦标赛）。他认为米其林车队的提议对普利司通车队来说「极不公平」。

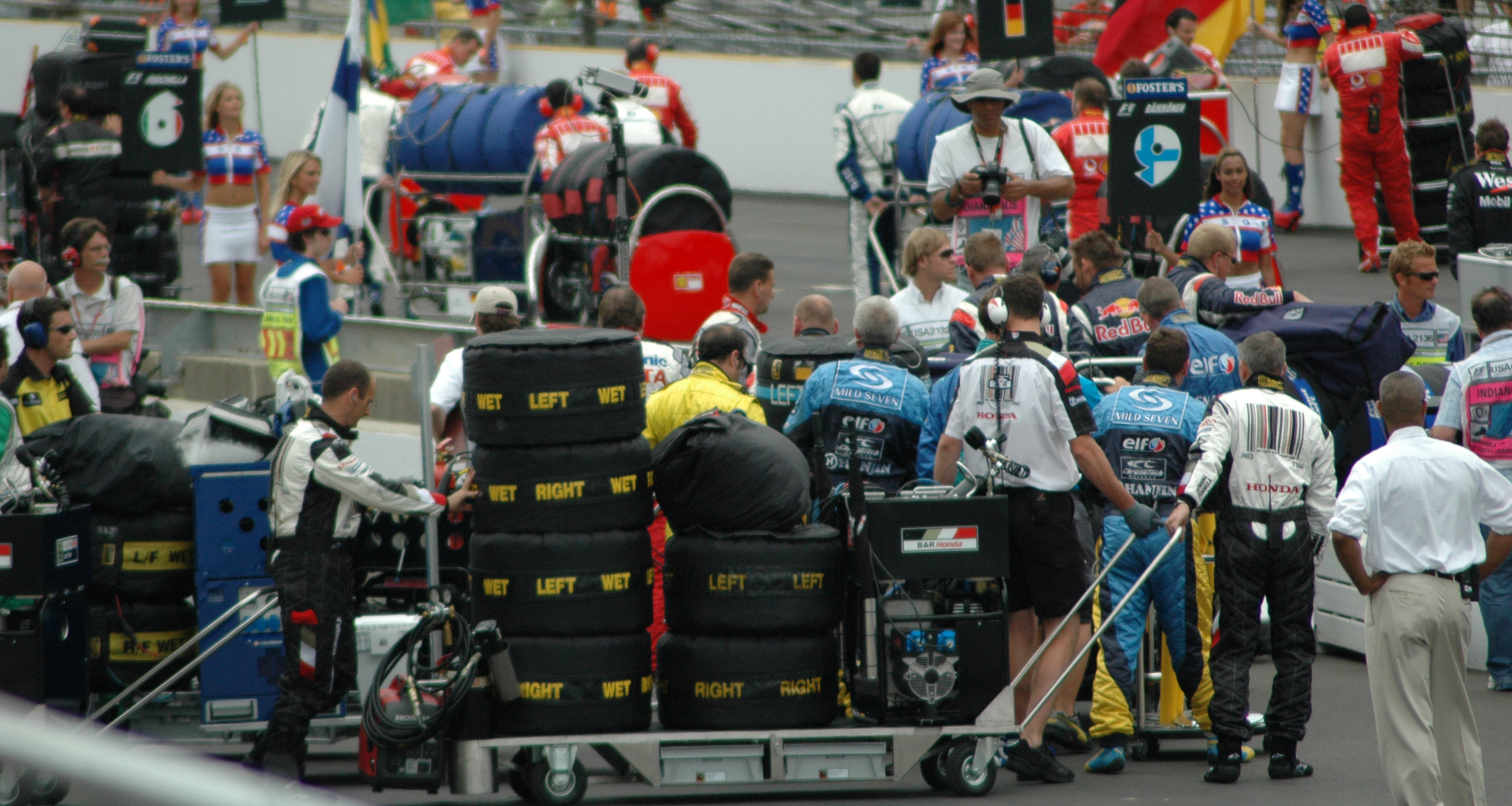
輪胎問題導致只有六位車手參與正賽。

同日下午米其林再次向国际汽联发信，杜帕斯奎尔和肖罗克確認他們不會允许车队在赛道沒有进行改变的情况下使用排位赛时的轮胎参加比赛，并重申了减速第13弯的要求。怀汀坚决称不会允许任何賽道的更改，並向車隊提出建议：在过13号弯时控制车辆速度、使用不同规格的轮胎但需接受处罚，或如果車手的安全有問題，可進行多次入站换胎。

### 各方嘗試達成共識

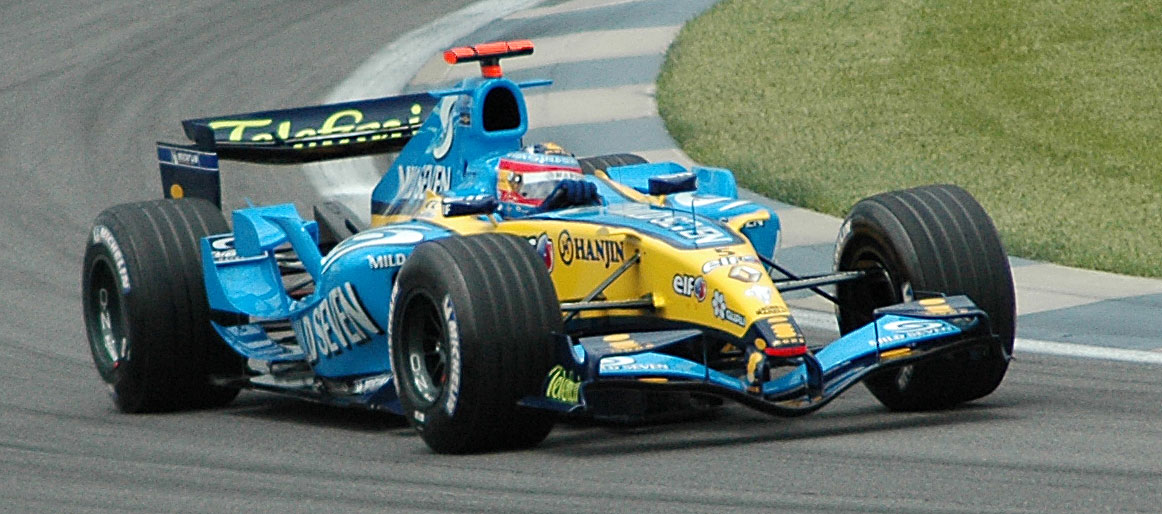
阿隆索於排位赛

米納爾迪（使用普利司通的車隊）的老板保罗·斯托德特在6月22日发表了一份关于赛前的會議記錄，會議在比赛当天上午10点左右開始，出席人員包括赛道的老闆托尼·乔治、两位米其林公司資深代表、伯尼·埃克莱斯顿（一級方程式管理委員會和一級方程式管理公司的總裁兼執行長）、各個車隊負責人、以及數位技术代表。除了法拉利车队负责人让·托德外，其他受邀人员都到场了。米其林代表稱他们提供给车队的輪胎無法保證比賽的安全，并請求普利司通的車隊（由斯托德特及喬丹車隊的科林·科勒斯代表）同意在第13弯设置減速彎。与会人员討論後同意拒絕國際汽聯的建议——在该弯道限制米其林车辆的速度，同時也不考慮每10圈進站一次的辦法，一致认为设置減速彎是最佳解决方案，并吩咐技術代表們為设置減速彎做好準備。埃克莱斯顿提出要與托德和国际汽联主席马克斯·莫斯利商议，並在得到回复后繼續会议。
埃克莱斯顿在10:55返回後，告知大家托特拒绝同意设置減速彎，聲稱这是国际汽联和米其林的问题，与他无关。而在斯托达特发表会议记录的时候，托特否认曾被询問過，但表示即使被问及，他也不会同意设置減速彎。此外，埃克莱斯顿記述莫斯利「表示如有任何試圖想更改賽道的舉動，他將會立即取消大獎賽。」

### 車队提出的建议

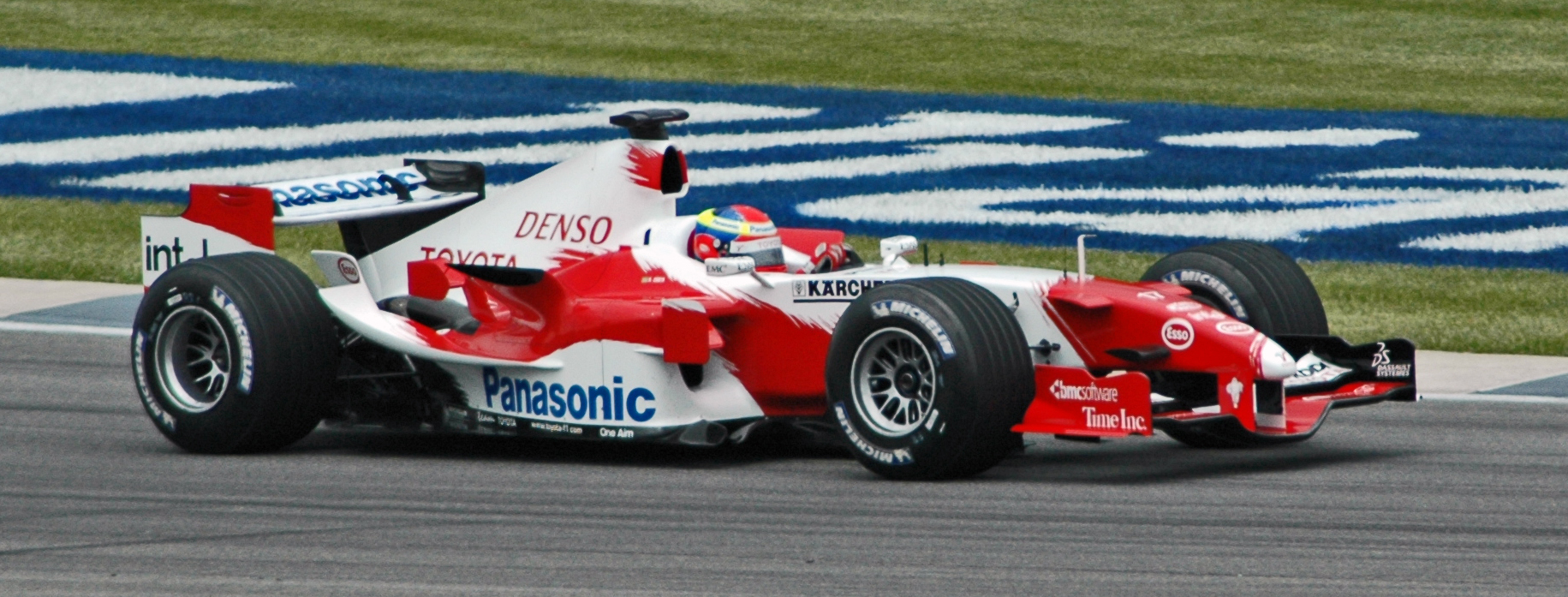
由於拉夫·舒馬赫受了傷，里卡多·宗塔替代他為丰田参加排位赛。

据斯托德特的说法，與會人員继续提出了其他方案，包括舉辦一場非官方賽事、或使用米其林輪胎的車隊不予計分、甚至一場只有米其林車隊使用減速彎的比賽，但最终一致认为最好的选择是設置減速彎和辦一場非官方賽事，即使法拉利不参与。如无视國際汽聯的指示，最壞情況是导致國際汽聯撤走其工作人員，因此大家開始研究由車隊人員去取代，並吩咐車隊負責人說服其車手及車隊在缺乏資源的情況下，難以確保技術規則可以严格执行，所以他們需以誠實自持，盡力合作舉辦至少車迷看了開心的比賽。
随后，他们召集了二十名车手并介绍了计划。关于车手們的意见，斯托达特写道：「虽然我不能证明每位车手都同意我们的提议，但我可以确定没有一位车手表示反对。」法拉利车手对此事没有表達意见，把决定留给了当时不在场的托特。其餘九位车队负责人决定，除非国际汽联與他們能達成一致決定，否则他们不會参加比赛。

第13彎為此次賽事的爭議點

短暫休息後，與會人員再次聚集在埃克萊斯頓的办公室里。此时雷诺车队负责人弗拉维奥·布里亚托利与马克斯·莫斯利通話，然而莫斯利拒絕了所有提議。据称「莫斯利已告知马丁先生（為美國內最高代表），如舉辦任何非官方承認的比賽，或試圖對賽道作出更改，所有在美國受國際汽聯管辖的賽事都會被取消資格，包括美國大獎賽在內」。於斯托德特發布記錄的同日，國際汽聯隨即发表声明否认莫斯利曾進行過威胁，以及曾出現過這樣的對話。
在所有提案都提出後，米其林旗下車隊的負責人（喬丹車隊的科林·科勒除外）、斯托德特以及埃克萊斯頓商討是否應該繼續上場，最終決定完成暖胎圈後退出比賽。斯托德特問科勒是否允许他的米纳尔迪车队作出同樣舉動，卻被得知喬丹車隊会参赛，儘管先前已同意不参加。後來一名普利司通的代表與斯托德特進行了接洽，並告知普利司通希望他們參加比賽。斯托德特也表示鑒於「目前與莫斯利的關係，如果此次不參賽，他會受到严厉的制裁。」因此斯托德特決定讓車手後发車，並表示如果乔丹车队没能完成賽事，他們將一同退賽。

## 正賽

### 正賽成績
| 名次   | 车号 | 车手                | 车队              | 輪胎 | 圈数 | 時間/退賽   | 發車位 | 积分 |
| ------ | ---- | ------------------- | ----------------- | ---- | ---- | ----------- | ------ | ---- |
| 1      | 1    | 麥可·舒馬克         | 法拉利            | B    | 73   | 1:29:43.181 | 5      | 10   |
| 2      | 2    | 魯賓斯·巴利加奴     | 法拉利            | B    | 73   | +1.522      | 7      | 8    |
| 3      | 18   | 蒂亚戈·蒙泰罗       | 喬丹-丰田         | B    | 72   | +1圈        | 17     | 6    |
| 4      | 19   | 纳拉因·卡蒂凯扬     | 喬丹-丰田         | B    | 72   | +1圈        | 19     | 5    |
| 5      | 21   | 克里斯蒂安·阿尔伯斯 | 米納爾迪-科斯沃斯 | B    | 71   | +2圈        | 18     | 4    |
| 6      | 20   | 帕特里克·弗里萨赫   | 米納爾迪-科斯沃斯 | B    | 71   | +2圈        | 20     | 3    |
| DNS    | 16   | 雅諾·楚理           | 丰田              | M    | 0    | 主動退賽    | 1      |      |
| DNS    | 9    | 奇米·雷克南         | 迈凯伦-梅赛德斯   | M    | 0    | 主動退賽    | 2      |      |
| DNS    | 3    | 简森·巴顿           | 英美-本田         | M    | 0    | 主動退賽    | 3      |      |
| DNS    | 6    | 詹卡洛·费斯切拉     | 雷諾              | M    | 0    | 主動退賽    | 4      |      |
| DNS    | 5    | 费尔南多·阿隆索     | 雷諾              | M    | 0    | 主動退賽    | 6      |      |
| DNS    | 4    | 佐藤琢磨            | 英美-本田         | M    | 0    | 主動退賽    | 8      |      |
| DNS    | 7    | 馬克·韋伯           | 威廉姆斯-宝马     | M    | 0    | 主動退賽    | 9      |      |
| DNS    | 12   | 菲利佩·马萨         | 索伯-马石油       | M    | 0    | 主動退賽    | 10     |      |
| DNS    | 10   | 胡安·帕布羅·蒙托亞  | 迈凯伦-梅赛德斯   | M    | 0    | 主動退賽    | 11     |      |
| DNS    | 11   | 雅克·维伦纽夫       | 索伯-马石油       | M    | 0    | 主動退賽    | 12     |      |
| DNS    | 17   | 里卡多·宗塔         | 丰田              | M    | 0    | 主動退賽    | 13     |      |
| DNS    | 15   | 克里斯蒂安·克莱恩   | 紅牛-科斯沃斯     | M    | 0    | 主動退賽    | 14     |      |
| DNS    | 8    | 尼克·海费尔德       | 威廉姆斯-宝马     | M    | 0    | 主動退賽    | 15     |      |
| DNS    | 14   | 大卫·库特哈德       | 紅牛-科斯沃斯     | M    | 0    | 主動退賽    | 16     |      |
| 來源： |      |                     |                   |      |      |             |        |      |

## 賽後排名
| +/–    | 排名 | 車手            | 積分 |
| ------ | ---- | --------------- | ---- |
|        | 1    | 费尔南多·阿隆索 | 59   |
|        | 2    | 基米·莱科宁     | 37   |
| 2      | 3    | 迈克尔·舒马赫   | 34   |
| 3      | 4    | 鲁本斯·巴里切罗 | 29   |
| 2      | 5    | 雅诺·特鲁利     | 27   |
| 來源： |      |                 |      |

| +/–    | 排名 | 車手            | 積分 |
| ------ | ---- | --------------- | ---- |
|        | 1    | 雷諾            | 76   |
|        | 2    | 迈凯伦-梅赛德斯 | 63   |
| 2      | 3    | 法拉利          | 63   |
| 1      | 4    | 威廉姆斯-宝马   | 47   |
| 1      | 5    | 丰田            | 47   |
| 來源： |      |                 |      |

- 备注: 仅列出前五位车手和车队。